# Costa Rica
För andra betydelser, se Costa Rica (olika betydelser).
Costa Rica, formellt Republiken Costa Rica, (spanska: Costa Rica eller República de Costa Rica), är en republik i Centralamerika. Landet gränsar till Nicaragua i norr, Panama i sydöst, Stilla havet i väst och syd, samt till Karibiska havet i öst. San José är landets huvudstad och även den största staden i Costa Rica med cirka en tredjedel av befolkningen i storstadsområdet.
Namnet Costa Rica betyder "den rika kusten". Costa Rica var det första landet i världen som författningsenligt avskaffade sin armé, något som består än idag. År 2007 tillkännagav Costa Ricas regering att de till 2021 vill bli det första koldioxidneutrala landet i världen. 2019 släpptes en nationell plan för utfasning av fossila bränslen som består av tre faser med utsläppsmålet netto noll framskjutet till år 2050. Trots att landet till ytan är ett av de mindre länderna i världen är det ett av de biologiskt rikaste, med cirka 5 % av världens arter.

## Historia
Costa Rica har åtnjutit långvarig fred och större politisk stabilitet än många av sina grannländer. Sedan slutet av 1800-talet har Costa Rica emellertid upplevt två betydande våldsperioder. År 1917 blev Costa Rica en diktatur under Federico Tinoco Granados, som dock störtades två år senare och tvingades gå i exil. Den andra perioden inleddes 1948 då José Figueres Ferrer ledde ett väpnat uppror i kölvattnet av ett kontroversiellt presidentval. Med mer än 2 000 döda var det costaricanska inbördeskriget den blodigaste händelsen i landets 1900-talshistoria. Efter inbördeskriget, som Figueres gick segrande ur, avskaffade han Costa Ricas militärväsen tillsammans med den nya oppositionsledda regeringsjuntan. Denna såg även till att utforma en ny konstitution genom en demokratiskt vald församling. Efter att ha grundlagt dessa reformer överlämnade juntan slutligen makten den 8 november 1949 till den nya demokratiska regeringen under ledning av president Otilio Ulate. Efter statskuppen blev Figueres en nationell hjälte och kom även att vinna landets första demokratiska val under den nya konstitutionen 1953. Sedan dess har Costa Rica hållit 14 presidentval, det senaste 2014. Alla dessa har internationellt betraktats som relativt fria och rättvisa val.
Trots att Costa Rica helt saknar egen armé, var landet en del av den allians som stödde USA under invasionen av Irak 2003.

## Geografi

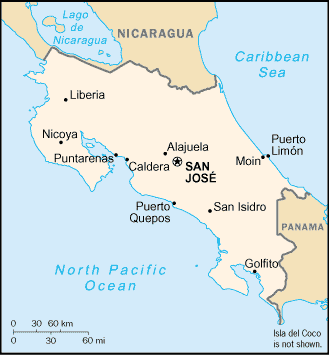
Karta över Costa Rica.

Costa Rica är beläget på det centralamerikanska näset, 10° norr om ekvatorn och 84° väster om nollmeridianen. Landet gränsar mot Karibiska havet i öst, och  stilla havet i väst med totalt 1 290 kilometer kustlinje (212 km längs den karibiska kusten och 1 016 km längs stilla havet).
Costa Rica gränsar även mot Nicaragua i norr (309 km gräns) och Panama i syd/sydöst (639 km gräns). Totalt innefattar landet lite drygt 51 100 kvadratkilometer land samt 589 000 kvadratkilometer territorialvatten. Landets högsta punkt är Cerro Chirripó (3 810 meter) och dess största sjö är Lago Arenal.
Costa Rica är av ungefär samma storlek som den amerikanska delstaten West Virginia (eller något mindre än Svealand), och landet delar även delstatens rykte för utmärkta forsar för kajaking/forsränning. 

### Topografi

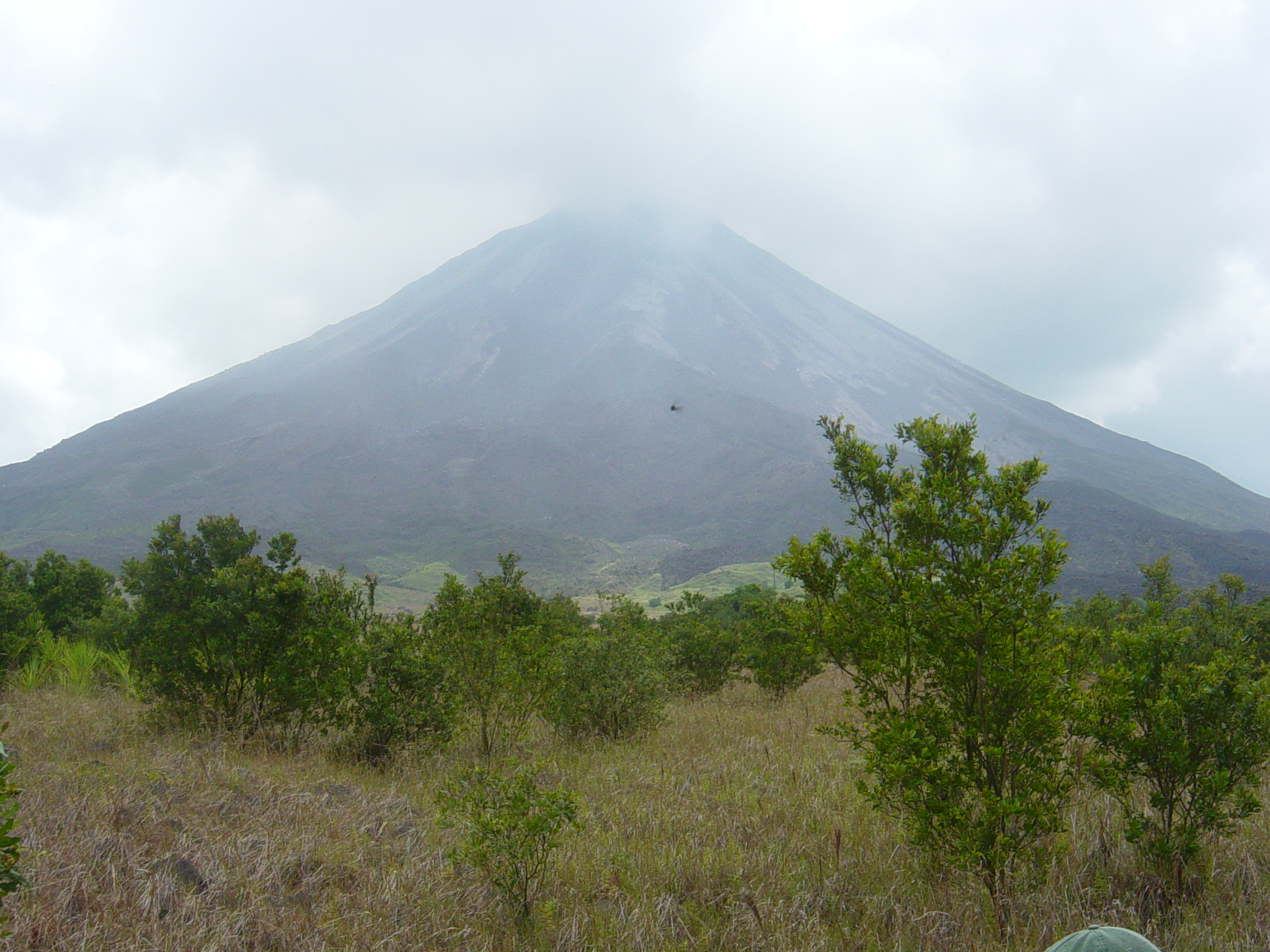
Vulkanen Arenal.

På Stillahavskusten finns två stora halvöar, Nicoyahalvön och Osahalvön. Costa Rica innefattar även ett flertal öar. Isla del Coco – Kokosön – (24 kvadratkilometer) sticker ut på grund av dess avstånd från den kontinentala landmassan (500 km från Puntarenas kust). Calero Island är emellertid landets största ö med sina 151,6 kvadratkilometer.

### Hydrografi

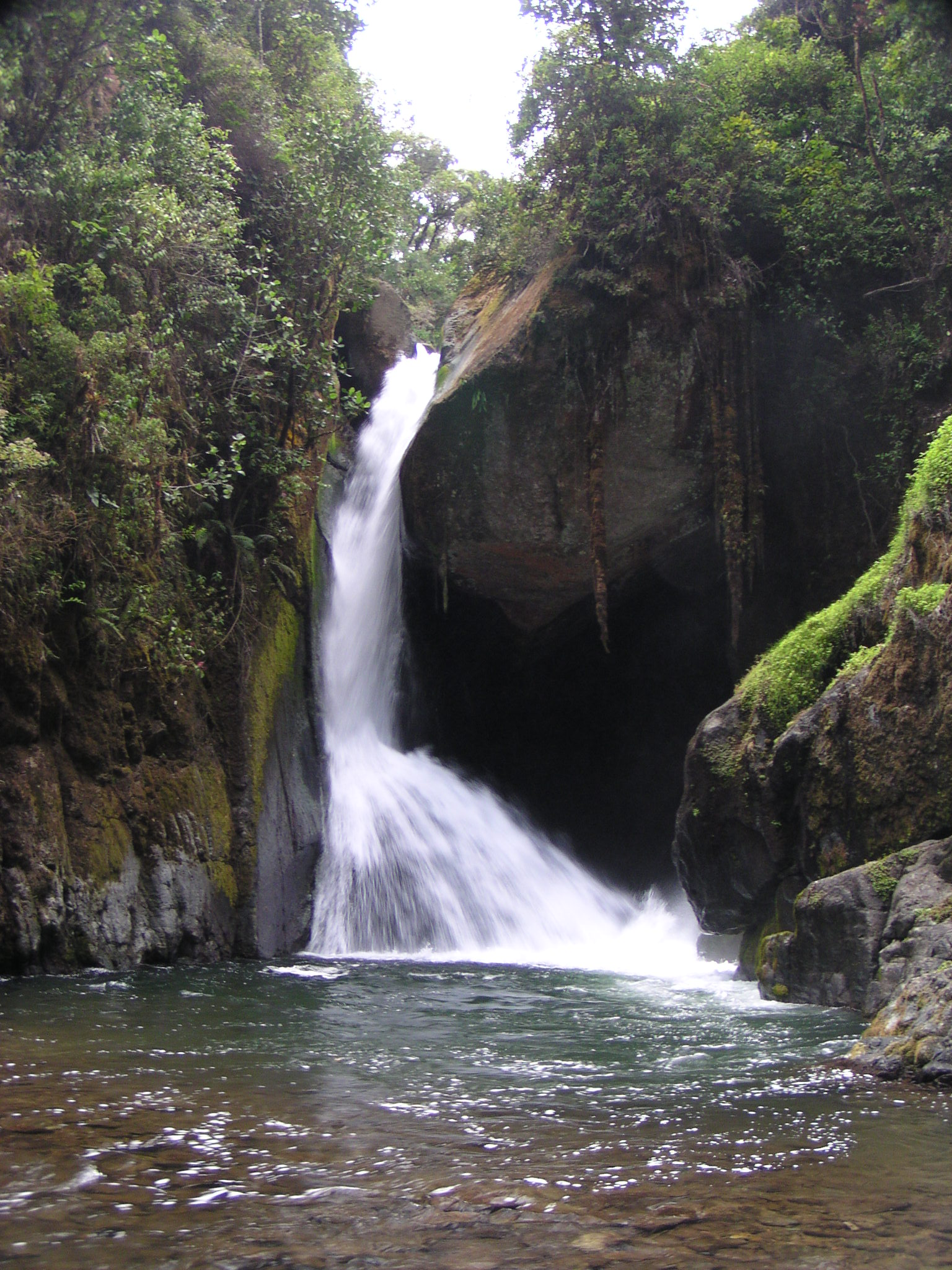
Ett vattenfall på Río Savegre, precis nedanför San Gerardo de Dota i höglandet Talamanca

Två av landets mest ryktbara floder i den bemärkelsen är Rio Pacuare och Río Reventazón, vilka båda ligger nära staden Turrialba, cirka två timmars resa öst om San José. Andra framstående forsområden är området kring Sarapiquidalen, ett flertal floder vid stillahavskusten nära Quepos, och dräneringsområdet vid San Isidro de El General.

### Klimat
Costa Ricas klimat är subtropiskt och tropiskt i låglandet, men något mer tempererat i de centrala högländerna. Landet har två årstider, sommar (verano) och vinter (invierno), som ur en mer meteorologisk synvinkel är regn- och torrperioder. Regnperioden varar mellan maj och november, något som ofta orsakar översvämningar i låglandet. Torrperioden varar oftast mellan december och april, med mindre avvikelser längs den karibiska kusten där kortare torrperioder i september och oktober förekommer.
Temperaturen i Costa Ricas lågland ligger kring 20-30 °C, med mindre variationer beroende på årstiden och med de högsta temperaturerna i slutet av torrperioden. Dock är temperaturen i Costa Rica relativt jämn över året, det som påverkar mest är vilken höjd man befinner sig på med den högsta temperaturen långt ned och sedan sjunker den 4-7 °C per tusen meter.
Costa Rica är återkommande drabbat av både jordbävningar och tropiska cykloner (orkaner). I landet finns 112 vulkaner varav 10 fortfarande är aktiva. Nära huvudstaden San José finns fyra vulkaner, varav två är aktiva. En av dem, Irazú, fick ett stort utbrott 1963-1965 med stor förödelse som följd. Utbrottet kom samma dag som den amerikanske presidenten John F. Kennedy besökte Costa Rica. Den andra, Poás, har en enorm huvudkrater som anses vara en av de största i världen. Den mest besökta vulkanen är kanske Arenal, som fortfarande är aktiv. Vulkanen kan ses från byn La Fortuna.

### Växt- och djurliv

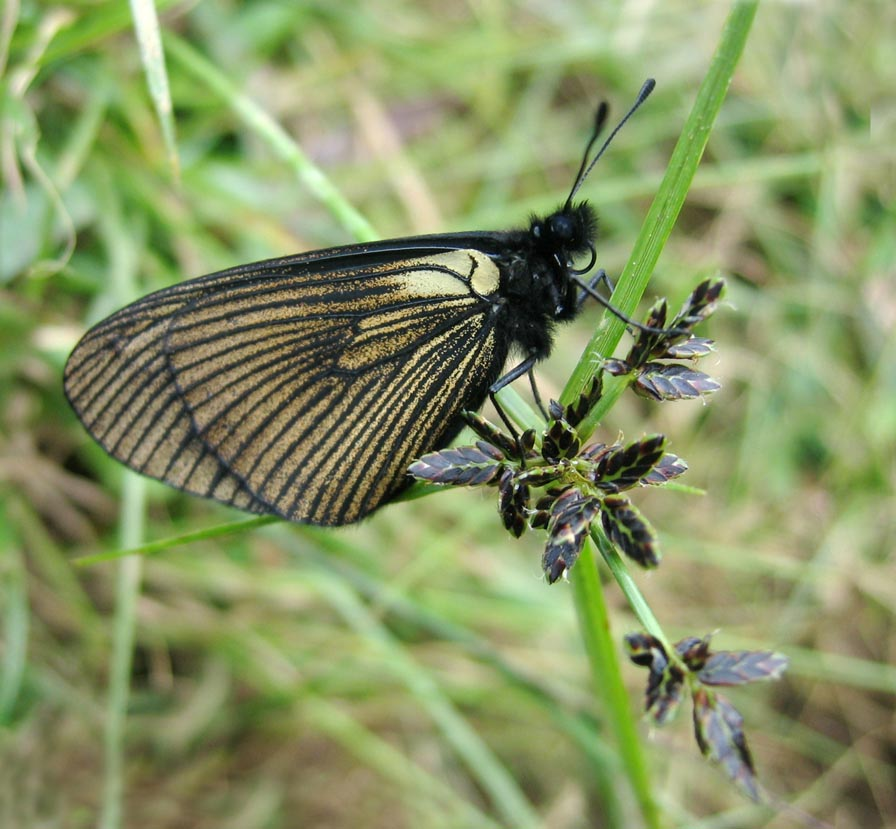
Costa Rica har ett mycket rikt djurliv med flera tusentals olika arter av fjärilar.

Costa Rica är hem för en stor mångfald av växter och djur. Trots att landet endast upptar 0,1 % av världens totala landmassa, så uppgår den biologiska mångfalden till hela 5 % av världens djur och växter, något som motsvarar mellan 500 000 och en miljon olika arter i flora och fauna. Däribland 50 000 olika arter av insekter, över 1 000 orkidéarter, 800 ormbunksväxter (fler än hela Nordamerika och Mexiko tillsammans), 208 olika djurarter, 850 fågelarter och lite drygt 200 reptilarter, varav ungefär hälften är ormar.

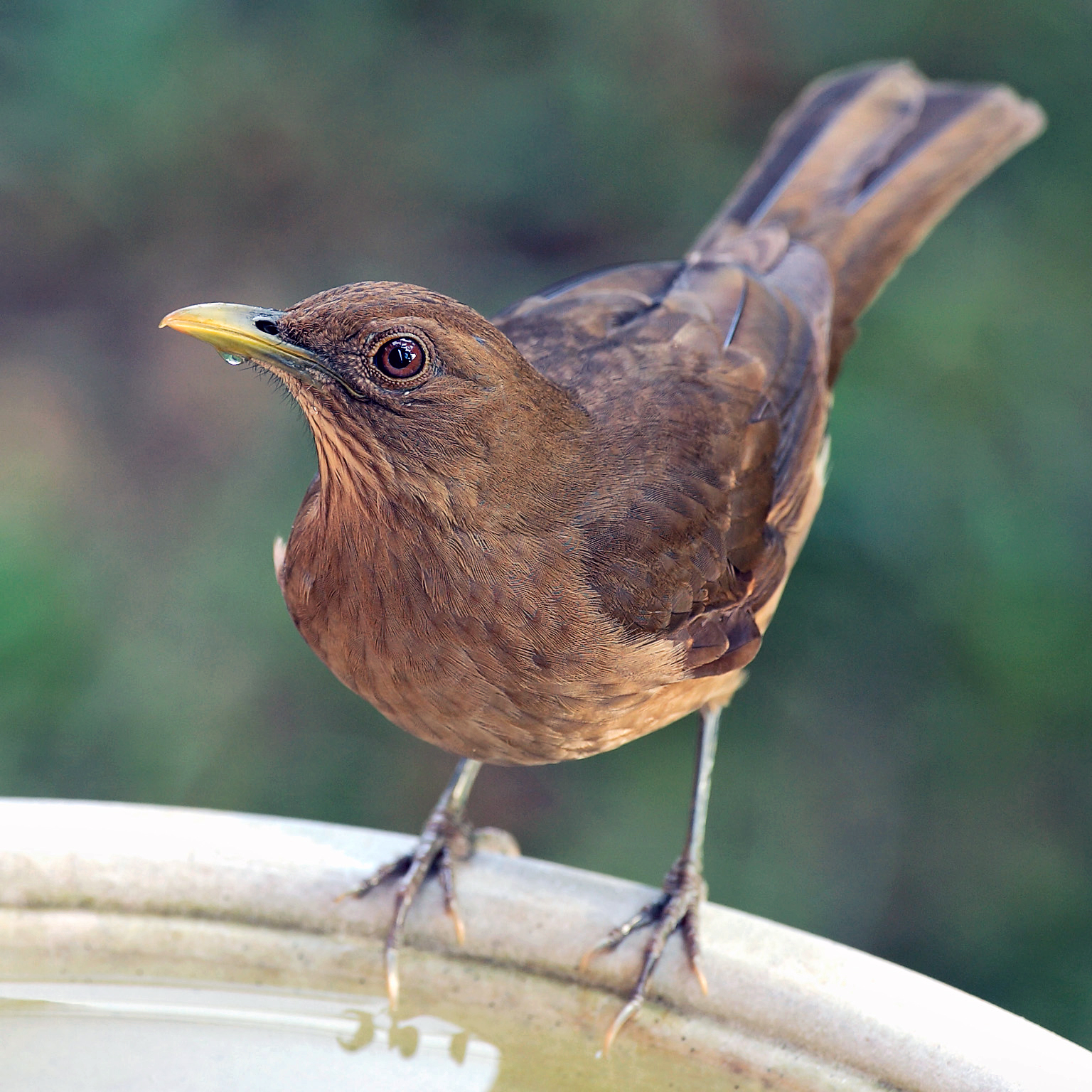
Lerfärgad trast är Costa Ricas nationalfågel.

Costa Ricas växtliv är minst lika varierande och rikt som djurlivet. I vissa delar av landet, särskilt i låglandet vid Guanacaste, faller väldigt lite regn under fyra-fem månader vid torrperioden. Den naturliga vegetationen här är därför torra tropiska skogar där majoriteten av träden fäller sina löv strax efter torrperiodens början. Dessa skogar karaktäriseras av att träden sällan växer sig över 30 meter höga och att vegetationen nära marken är full av snår och taggbuskar. Längs större delen av det costaricanska låglandet är klimatet emellertid så pass varmt och vått att träden kan fortsätta att växa under större delen av året. Den här typen av regnskog förblir i motsats till de torra skogarna gröna året om och trädkronorna behåller sina gröna löv samtidigt som träden kan växa sig uppåt 50-60 meter. Vegetationen och trädens höjd minskar, liksom temperaturen, med höjden över marken och efter 1 000 meters höjd börjar trädtopparna att minska i höjd i takt med att regnet börjar minska.
Förutom dessa typer av skogar har Costa Rica även mycket annan och varierande vegetation och natur, bland annat så kallade páramos (alpina gräsmarker), våtmarker, mangroveträsk, kuster och korallrev.

### Naturskydd och miljöproblem
Hela 27 % av Costa Ricas yta är avsatt för nationalparker, naturreservat, naturskyddsområden eller någon annan form av skyddat område, främst statligt, men även privatägt. Allt fler individer i Costa Rica börjar köpa upp vildmark för att bevara den från skövling och mänsklig inverkan. Med mer än en fjärdedel av landets totala yta reserverat för djur och miljö är Costa Rica det land i världen med störst procentuell areal naturskyddsområden.
Ett av dessa naturskyddsområden är nationalparken Tortuguero - namnet Tortuguero kan översättas som "full av sköldpaddor" - är hem för spindel-, vrål- och kapucinapor, den tretåiga sengångaren, 320 fågelarter (däribland åtta olika papegojarter), samt en mängd olika reptiler, men det nationalparken är mest känd för är det årliga bobyggandet av den utrotningshotade gröna havssköldpaddan där nationalparken anses vara den viktigaste boplatsen för den här arten. Även havsläder-, karett- och oäkta karettsköldpaddor bygger sina bon här.
Costa Ricas fastland består till 23 % av naturskyddsområden, uppdelat i elva olika delar. Landet har även en av de största mångfalderna av olika arter världen.
Några av Costa Ricas miljöproblem är jorderosion, förorening av kustvattnen och luftföroreningar. Man har skrivit under, men inte ratificerat, avtal om klimatförändringar (Kyotoprotokollet) och bevarandet av det marina livet.

## Styre och politik

### Författning och styre

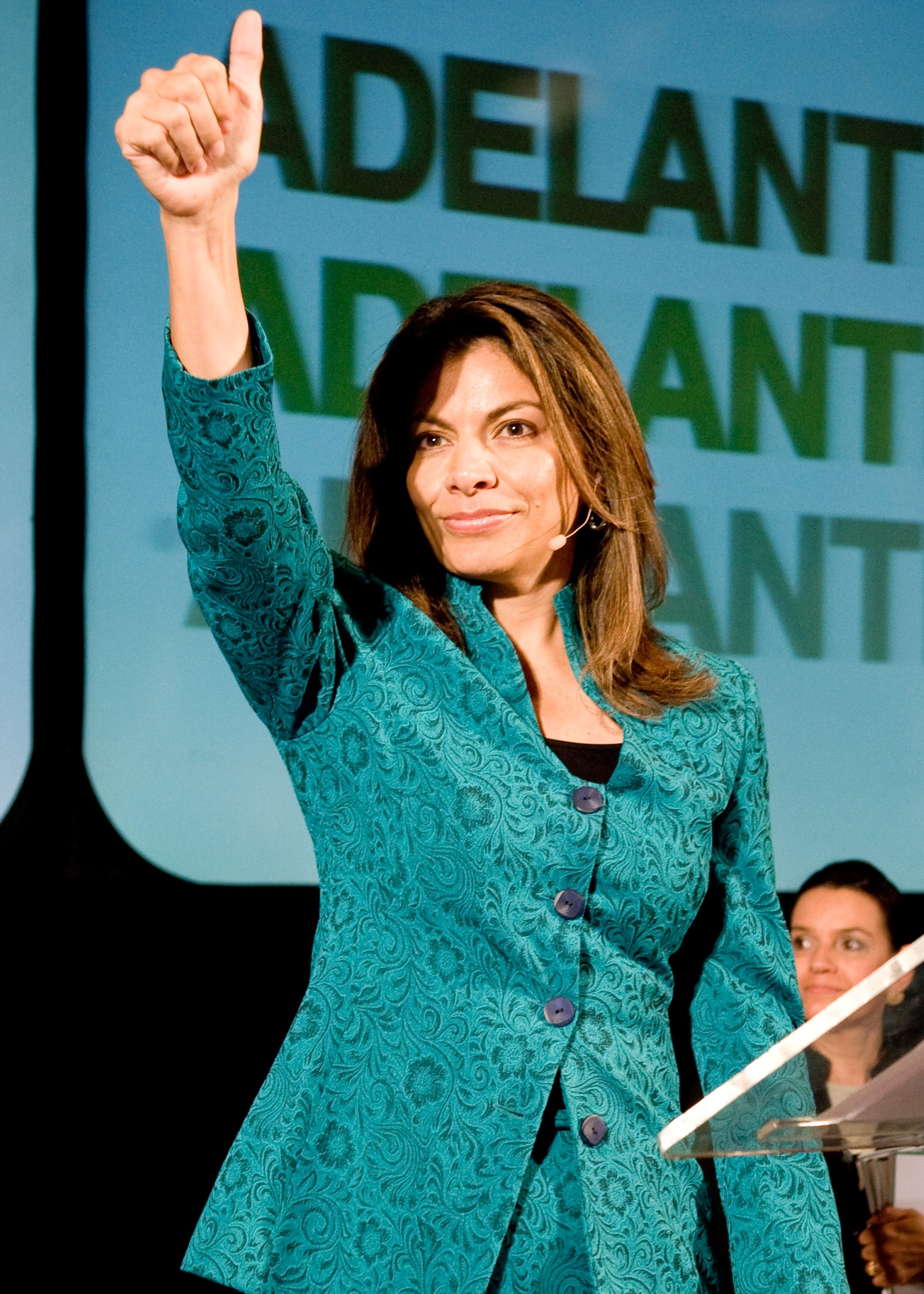
Laura Chinchilla var Costa Ricas president 2010-2014. Hon var även landets första kvinnliga president

Costa Rica är en demokratisk republik med en stark konstitution. Trots att vissa anser att Costa Rica har haft över 115 år av oavbruten demokrati, så påvisar landets presidentvalshistorik annorlunda (se Lista över Costa Ricas presidenter). Landet har emellertid haft minst 59 år av oavbruten demokrati, vilket gör det till ett av de mer stabila länderna i området; Costa Rica har sluppit mycket av det politiska våld som närmast konstant härjat i övriga länder i Centralamerika.
Den beslutande makten och ansvaret är överlåtet till en president, som är landets maktcentrum. Konstitutionellt ska det även finnas två vicepresidenter samt ett kabinett som utsetts av presidenten. Presidenten, vicepresidenterna, samt de 57 delegaterna från den lagstiftande församlingen väljs om mandatperioder på fyra år. En författningsändring 1969 begränsar presidenter och delegater till endast en mandatperiod, emellertid tillåts delegater av den lagstiftande församling att kandidera till en ny plats efter att ha suttit en mandatperiod.
De dominerande partierna är det socialdemokratiska Partido Liberación Nacional (PLN), grundat 1951 av José Figueres, president 1953–58 samt det konservativa Partido de Unidad Socialcristiana (PUSC). Socialdemokraten Óscar Arias, president 1986–90, fick 1987 Nobels fredspris för sin fredsplan för de stridande staterna i Centralamerika.
I april 2003 drogs det konstitutionella förbudet mot omval tillbaka, vilket tillät Óscar Arias att kandidera till president för en andra mandatperiod. År 2006 omvaldes Óscar Arias (PLN) i ett jämnt och hårt val där han betonade att han skulle främja frihandeln med framförallt USA. Han tillträdde återigen den 8 maj 2006 tillsammans med vicepresidenterna Laura Chinchilla (första vicepresident) och Kevin Casas (andra vicepresident). Den andre av dessa, Casas, avgick emellertid 22 september 2007 efter stridigheter rörande ett PM till presidenten där han bland annat ska ha föreslagit att hålla tillbaka finansiellt stöd till de borgmästare som misslyckades med att få sitt distrikt att rösta "ja" i folkomröstningen rörande frihandelsavtalet i oktober samma år. I maj 2010 efterträdde Chinchilla Arias och blev landets första kvinnliga president.
Landets autonoma statsorgan har relativt stor driftfrihet, bland dessa räknas telekommunikation- och elkraftsmonopolen, de förstatligade affärsbankerna, statens försäkringsmonopol, och organet för social säkerhet. Costa Rica saknar konstitutionellt militärväsen, men upprätthåller inrikes polisstyrkor för den interna säkerheten. Dessa inkluderar Guardia Civil och Guardia Rural.
År 2010 efterträddes Óscar Arias av den tidigare vicepresidenten Laura Chinchilla som har en mandatperiod på 4 år. Chinchilla är den första presidenten i Costa Ricas historia som är kvinna.
Vid valet 2014 vann Luis Guillermo Solís presidenttiteln. Han representerade Partido Acción Ciudadana (PAC) och det var första gången som en partimedlem från PAC erövrade presidenttiteln. Vid valet 2018 vann den före detta costaricanska arbetsmarknadsministern Carlos Alvarado presidenttiteln, representerande samma parti som den tidigare presidenten, Partido Acción Ciudadana (PAC). Vid valet 2022 vann den tidigare finansministern Rodrigo Chaves Robles presidentposten, dock som representant för mitt-högerpartiet Partido Progreso Social Democrático (PPSD).

### Administrativ indelning
Costa Rica består av sju provinser, vilka i sin tur är uppdelade 81 kantoner ("cantón" på spanska, plural "cantones") som delas in i 463 distrikt. Kantonerna styrs av en borgmästare, denne väljs demokratiskt vart fjärde år av kantonens invånare i en folkomröstning. Det finns inga provinsiella legislativa makter. De sju provinser som finns i Costa Rica idag är följande, se karta för provinsens position i landet.
|                            |            | Provins      | Sätesort | Kantoner | Distrikt  | Area (km²) | Folkmängd* |
| -------------------------- | ---------- | ------------ | -------- | -------- | --------- | ---------- | ---------- |
| 1                          | Alajuela   | Alajuela     | 15       | 108      | 9 757,53  | 716 286    |            |
| 2                          | Cartago    | Cartago      | 8        | 48       | 3 124,67  | 432 395    |            |
| 3                          | Guanacaste | Liberia      | 11       | 59       | 10 140,71 | 264 238    |            |
| 4                          | Heredia    | Heredia      | 10       | 46       | 2 656,98  | 354 732    |            |
| 5                          | Limón      | Puerto Limón | 6        | 27       | 9 188,52  | 389 295    |            |
| 6                          | Puntarenas | Puntarenas   | 11       | 57       | 11 265,69 | 357 483    |            |
| 7                          | San José   | San José     | 20       | 118      | 4 965,90  | 1 345 750  |            |
| * Folkräkning 26 juni 2000 |            |              |          |          |           |            |            |

### Internationella relationer
Costa Rica är en aktiv medlem av Förenta nationerna och Organization of American States. Den interamerikanska domstolen för mänskliga rättigheter och FN:s fredsuniversitet är båda belägna i Costa Rica. Den costaricanska staten är även medlem av ett antal andra internationella organisationer för mänskliga rättigheter och demokrati. Detta har även varit landets främsta mål med utrikespolitik; att främja mänskliga rättigheter och hållbar utveckling som ett sätt att säkra stabilitet och tillväxt.
Costa Rica är även medlem av den internationella brottmålsdomstolen, utan ett bilateralt immunitetsavtal för skydd av den amerikanska armén.

## Ekonomi och infrastruktur

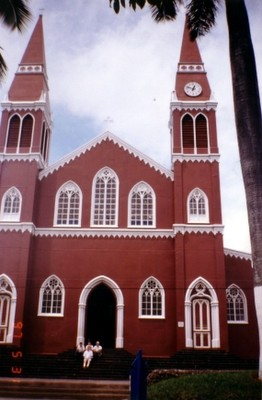
Metallkyrka i Grecia

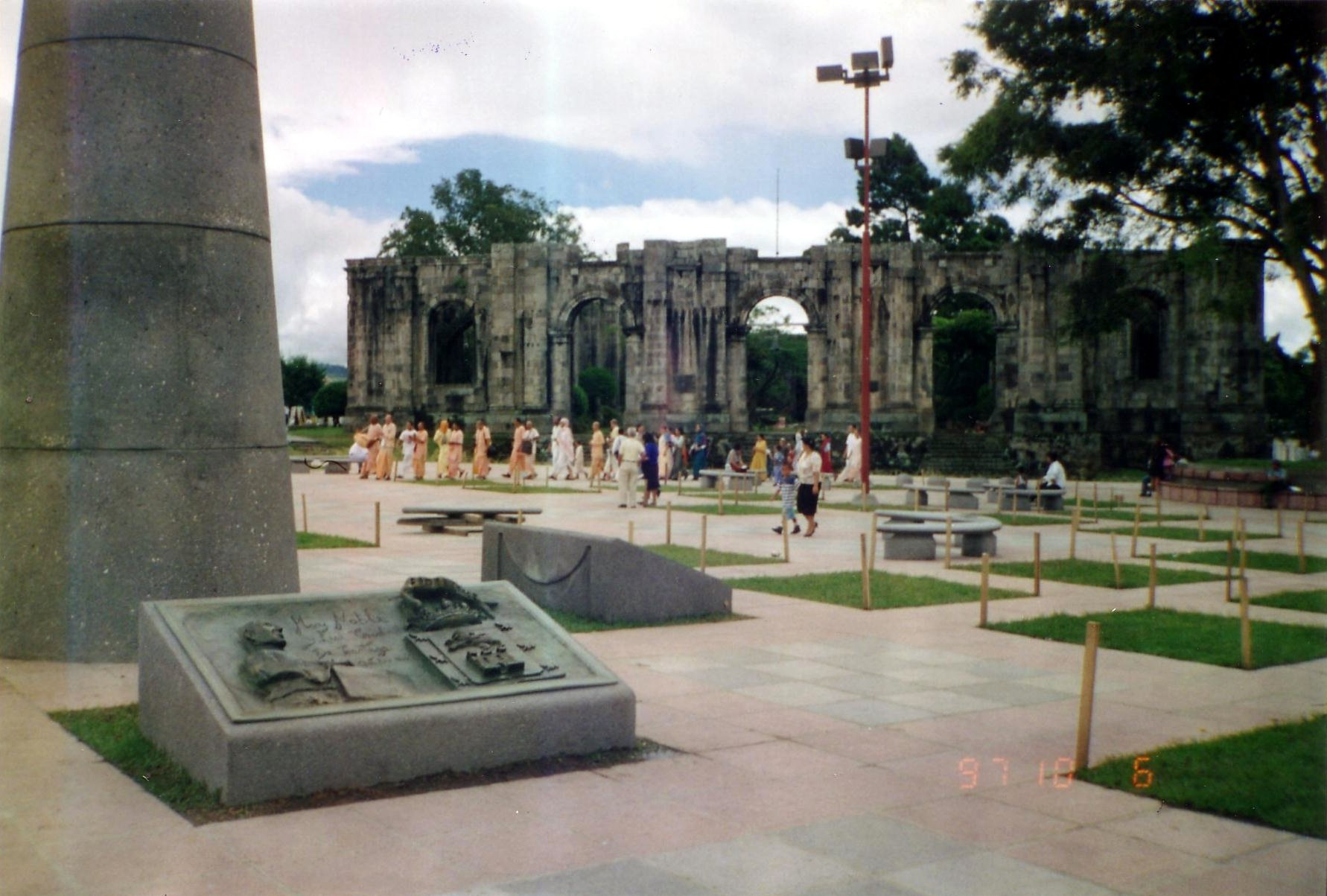
Gammal katedral i Cartago

Costa Ricas relativt stabila ekonomi är till största del beroende på turism, export av elektronik och jordbruk. Fattigdomen har grovt legat kring 20 % under de senaste 20 åren och det starka sociala skyddsnät som hade skapats av regeringen har bortfallit på grund av ökade ekonomiska restriktioner på regeringens utgifter. Landets BNP per capita är cirka 16 100 USD, 24,8 % av landets invånare lever under fattigdomsgränsen och landet har en arbetslöshet på 9,3 %. Costa Ricas infrastruktur lider dock av en brist på underhåll och nya investeringar.
Immigrationen från Nicaragua har blivit ett allt större problem för landet. Man uppskattar att de lite drygt 300 000-500 000 nicaraguaner som befinner sig i Costa Rica legalt eller illegalt ligger bakom en stor del av den outbildade arbetskraften, men det sätter även höga krav på det sociala välfärdssystemet. Utländska investerare fortsätter att vara intresserade av landet på grund av dess politiska stabilitet och höga utbildningsnivå. En annan faktor som gör landet intressant för investerare är att regeringen erbjuder skattefrihet för dem som är villiga att investera i landet. Ett flertal stora teknologiföretag har redan börjat bidra till landets export, bland dess återfinns företag som mikroprocessortillverkaren Intel, läkemedelsföretaget Glaxo Smith Kline, konsumtionsvaruföretaget Procter & Gamble. Handeln med Sydostasien och Ryssland har ökat markant mellan 2004 och 2005, och landet har ansökt om att bli fullständig medlem av Asia-Pacific Economic Cooperation (landet blev observatör 2004).
För räkenskapsåret 2005 påvisade regeringen ett budgetunderskott på 2,1 %, skatterna ökade med 18 %, och exporterna ökade med 12,8 %. Granskade ekonomiska uppgifter som getts ut av Centralbanken indikerar att den ekonomiska tillväxten låg på 5 %, trots detta stod landet inför en hög inflation (14 %) och ett handelsunderskott på 5,2 %. År 2016 låg Costa Ricas inflation på 0,3 %, en av de lägsta siffrorna i Latinamerika.
Under senare år har elektronik, läkemedel, finansiell outsourcing, utveckling av mjukvara, och ekoturism blivit de huvudsakliga industrierna i Costa Ricas ekonomi.
Valutaenheten är colón (CRC). 1000 colón motsvarade i november 2008 lite drygt 13,7 svenska kronor eller 1,4 euro. Den 16 oktober 2006 introducerades ett nytt system för valutaväxling, vilket tillät valutakursen för CRC-colónen att variera mellan ett högre och ett lägre värden mot dollarn på samma sätt som tidigare gjordes i Chile. Tanken bakom det är att Centralbanken på ett bättre sätt ska kunna tackla inflationen och avråda från användandet av US-dollar. Sedan dess har colónens värde stabiliserats gentemot dollarn. Dollar kan dock fortfarande användas i stor utsträckning i stora delar av landet.
Costa Ricas geografiska läge är bra i förhållande till den amerikanska marknaden eftersom landet har samma tidszon som de centrala delarna av USA och direkt havskontakt med Europa och Asien. En folkomröstning har godkänt frihandelsavtal med USA, i omröstningen, som ägde rum 7 oktober 2007, stödde Costa Ricas befolkning frihandelsavtalet med 60 % "Ja"-röster.

### Näringsliv

#### Energi
Likt de övriga sju länderna i Centralamerika är Costa Rica starkt beroende av den inhemska vattenkraften och till viss del import av olja från Mexiko och Venezuela. Det statliga energimonopolet Instituto Costarricense de Electricidad (ICE) står för 97 % av den totala energiproduktionen i landet, en energiproduktion som till över 80 % kommer från vattenkraft. Costa Rica har ett knappt tjugotal vattenkraftverk runt om landet. Angostura-dammen, nära Turrialba, är det nyaste vattenkraftverket i landet, och kom i drift början av 2001. Många av landets vattenkraftsprojekt hindras av lokalbefolkningarna i närheten av de platser där eventuell utveckling av vattenkraftverken kan komma i fråga. Ett exempel på en sådan plats är de lägre områdena av floden El General, strax söder om San Isidro de El General, där motsättningarna mot ett vattenkraftverk är stora från lokalbefolkningen.

#### Tjänster och turism

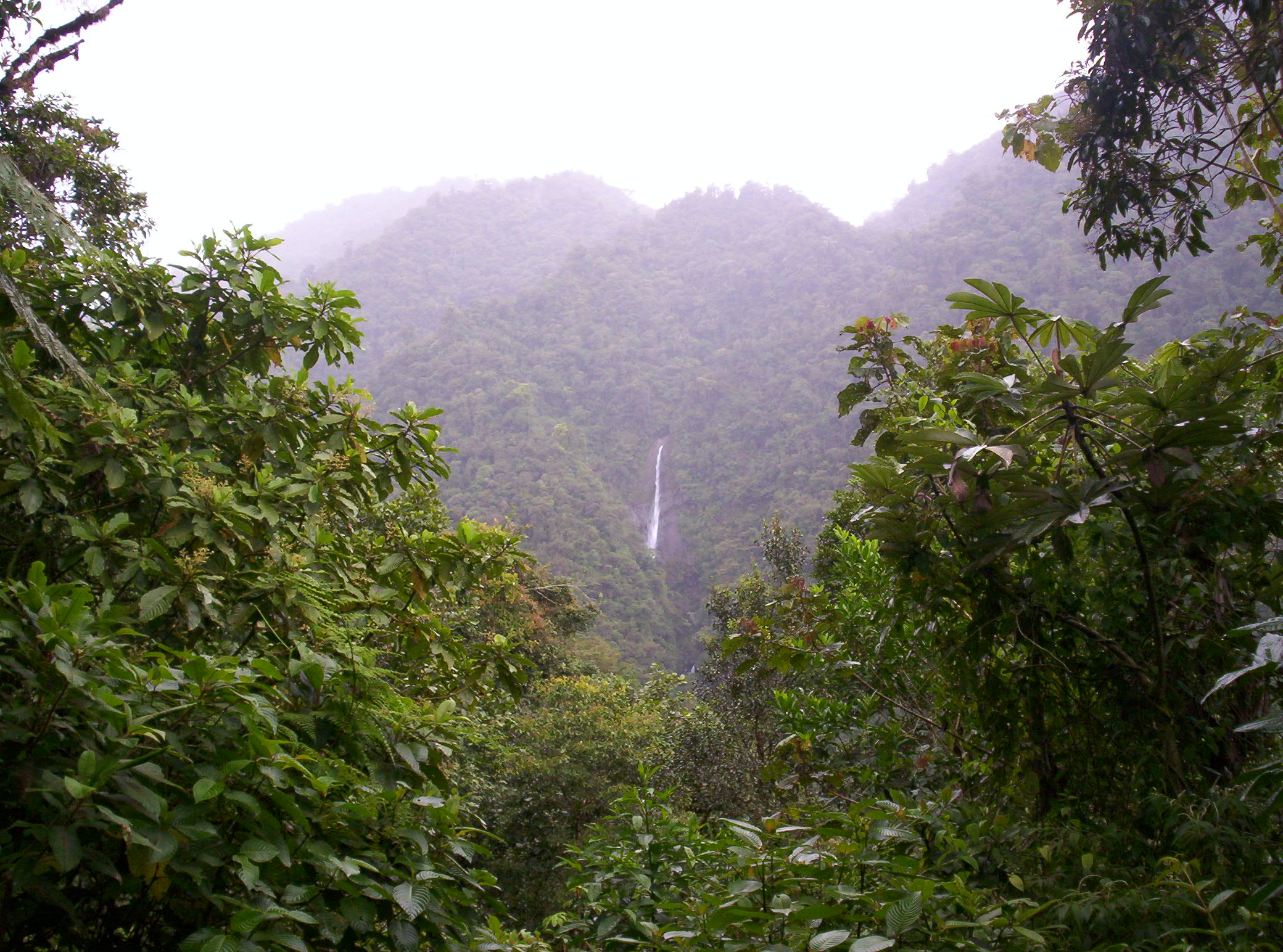
Tapantí-nationalparken i Costa Rica

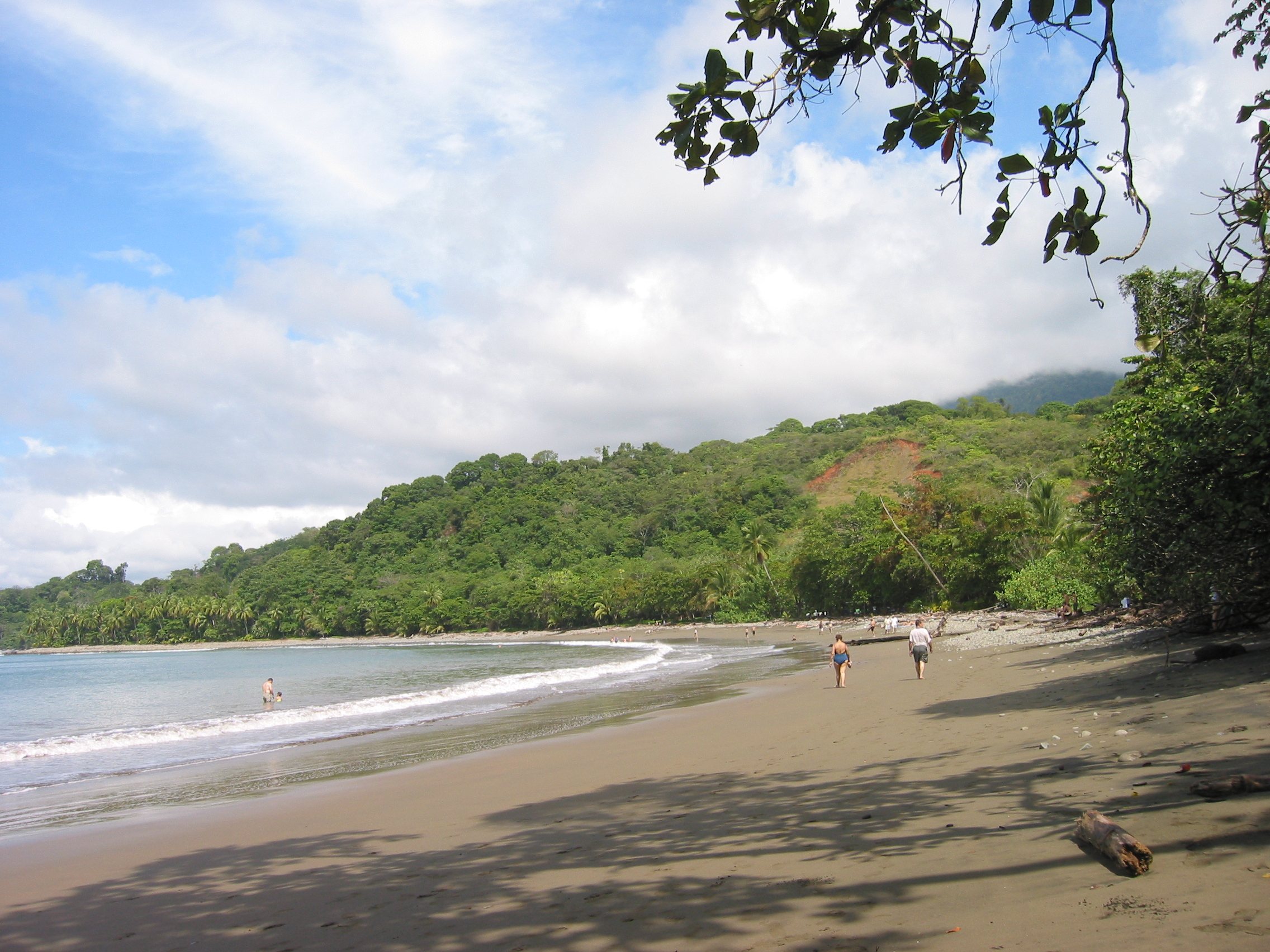
Stranden Piñuela i Costa Rica

Med en turistindustri med en omsättning på 1,9 miljarder dollar om året är Costa Rica den mest besökta nationen i den Centralamerikanska regionen, med 1,9 miljoner utländska turister under 2007, vilket blir relativt höga intäkter per turist, 1 000 dollar per resa, och ett snitt på 0,46 utländska turister per capita, en av de högsta siffrorna i Karibien. Majoriteten av turisterna kommer från USA (54 %) och Europeiska unionen (14 %). År 2005 bidrog turismen med 8,1 % av landets BNP och stod för 13,3 % av de direkta eller indirekta jobben i landet.
Ekoturism är mycket populärt med många turister som besöker de omfattande nationalparkerna och naturskyddsområdena runt om i landet. Costa Rica var en pionjär inom den här typen av turism och landet är erkänt som ett av de få med faktisk ekoturism. I index för konkurrenskraft inom resor och turism kom Costa Rica 2007 på 41:a plats i världsrankingen, först av de latinamerikanska länderna.
Sexturism står för 10 % av den miljardstora turistindustrin. En bidragande orsak till den stora andelen sexturister kan vara att prostitution är lagligt i landet.

### Infrastruktur

#### Transporter

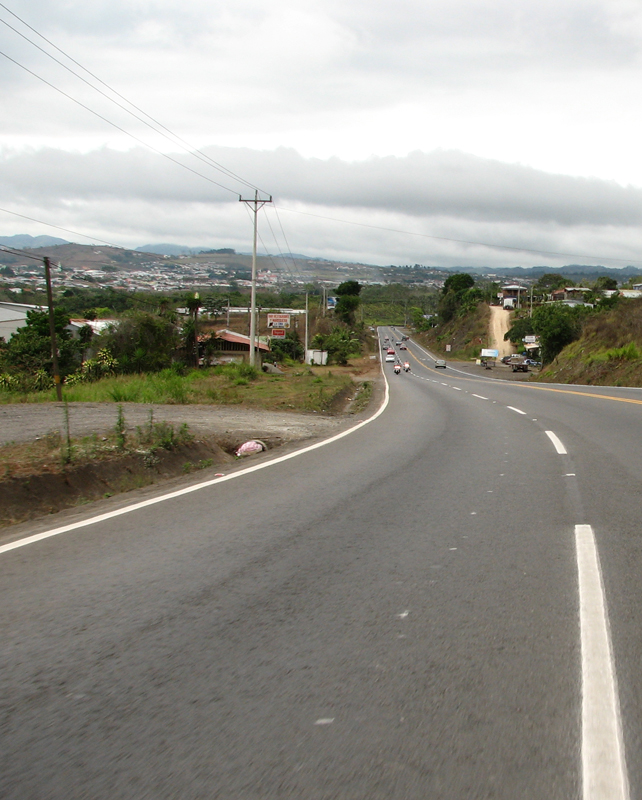
En väg i San Ramón, Alajuela, Costa Rica

Costa Rica ligger i Centralamerika och hade 2013 47 stycken asfalterade nationella och internationella flygplatser. Landet är en turismnation dit det finns regelbundna flygresor från de större länderna i Syd- och Nordamerika och relativt enkla förbindelser från Europa med flygföretag som American Airlines, United Airlines och Iberia. Inom landet finns det sedan två flygbolag som erbjuder inrikesflyg, SANSA och NatureAir som båda har ett femtontal destinationer runt om landet.
Vägarna i landet är generellt sett asfalterade, Costa Rica har i regel bättre vägar än resten av Centralamerika med hela 8 600 km asfalterade vägar och ytterligare 27 000 km oasfalterade. De flesta större destinationer och städer går att nå med bil eller buss, även om det sina håll finns en del väghål och vissa vägar är bättre underhållna än andra. Även uppe i det centrala höglandet är majoriteten av vägarna asfalterade, och bortom höglandet finns det vägar som förenar de flesta av landets provinser och kantoner, med undantag för det nordöstra låglandet. Vägarna mellan stora mål håller hög kvalitet men så fort man avviker från dessa vägar mot mindre mål så minskar vägarnas kvalitet snabbt till dåligt underhållna grus- och sandvägar som vid regn snabbt blir oframkomliga.
Costa Rica har 278 km järnväg som dock inte längre är i kommersiell drift sedan slutet av 1900-talet. Järnvägen kopplade en gång i tiden samman Puntarenas vid Stilla havet med Limón vid Atlanten men har med tiden förfallit och till slut slutat användas för passagerartrafik. Det finns emellertid ett turisttåg som åker mellan San José och Stilla havet på helgerna.

#### Telefoni och internet
I egenskap av ett relativt utvecklat turistland så har Costa Rica ett fullt fungerande telekommunikationsystem. Det är även det land i Centralamerika med flest telefonlinjer för mobil och stationär telefon per capita, även de minsta städer har minst en egen telefonlinje och allt fler byggs. Mobiltelefoni finns i hela landet och används av en stor del av befolkningen. Emellertid så är Costa Rica även det land i Centralamerika med minst liberaliserad telekombransch. Det statligt ägda Instituto Costarricense de Electricidad (ICE) och dotterföretaget RACSA äger all form av telekommunikation utom betal-tv, vilket innebär att alla fasta telefon- och internetlinjer är statligt ägda. Att installera en sådan i ett privat hem är därför något som kan bli väldigt dyrt och komplicerat.

#### Utbildning

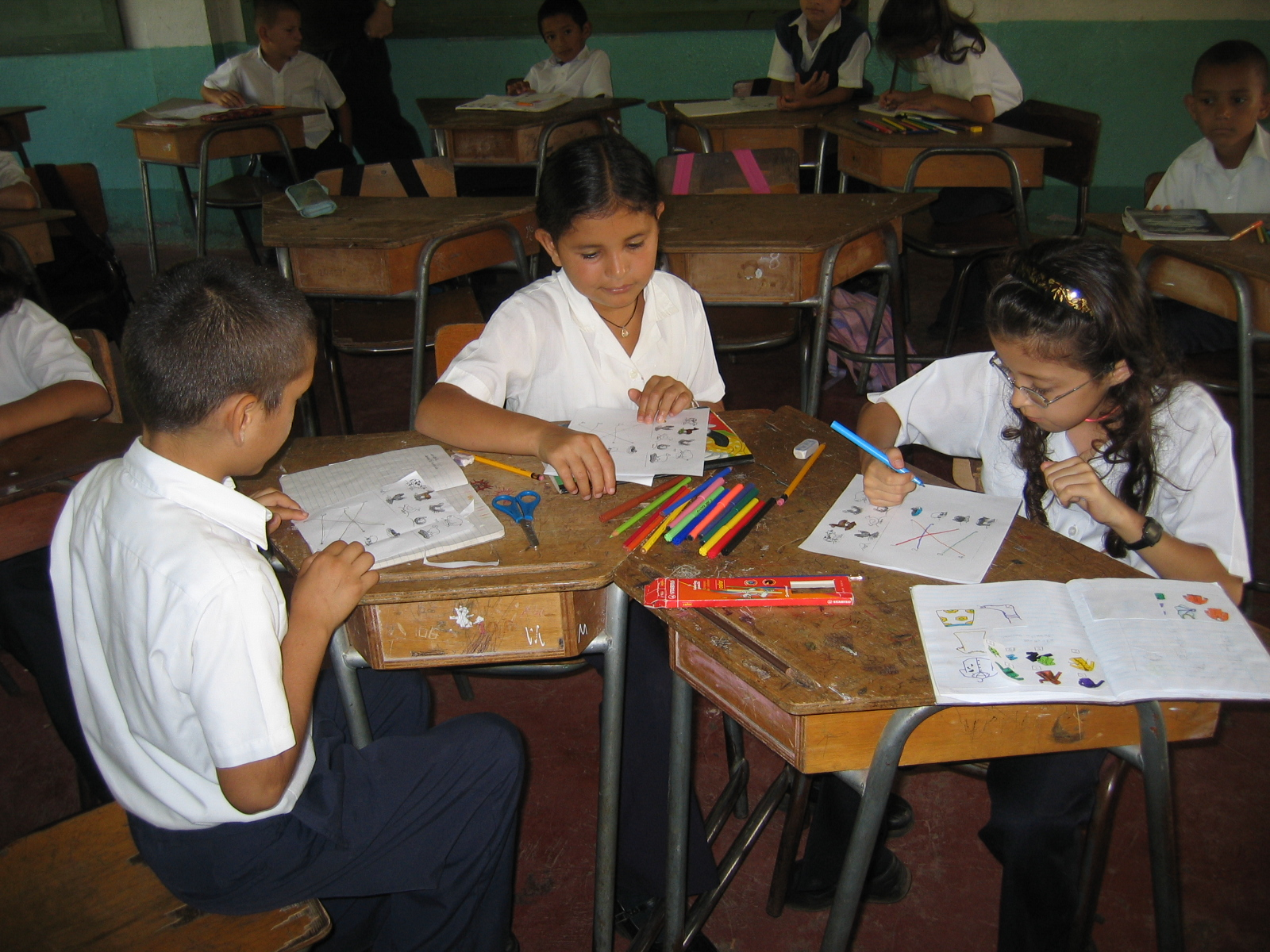
Andraklassare som arbetar i Centro Educativo Linda Vista de Santa Rosa, Guanacaste.

Läskunnigheten hos den vuxna costaricanska befolkningen ligger på 97,8 % (97,7 % för män och 97,8 % för kvinnor), den högsta siffran i Latinamerika. Primär- och sekundärskola återfinns i hela landet i praktiskt taget varje samhälle. Grundläggande allmän utbildning garanteras av konstitutionen. Primärutbildning är obligatoriskt och både förskola och sekundärutbildning är gratis. Det finns både statliga och privata universitet.
Det finns bara ett fåtal skolor i Costa Rica som fortsätter efter 12:e klass. De skolor som slutar vid 11:e klass får motta ett kandidatexamensdiplom ackrediterat av det costaricanska skolministeriet. Landets största och äldsta universitet är Universidad de Costa Rica i San Pedro, San José. Universitetet har cirka 39 000 studenter och betraktas som landets mest prestigefulla lärosäte.

## Befolkning

### Demografi

#### Minoriteter
Den exakta siffran för vita och mestiser är inte känd eftersom den costaricanska folkbokföringen kombinerar dem i samma kategori. Den vita befolkningen är av framförallt spanskt ursprung med ett stort antal costaricaner av italienskt, tyskt, judiskt och polskt ursprung. Till skillnad mot Costa Ricas grannländer har mindre beblandning mellan de spanska nybyggarna och ursprungsbefolkningen förekommit. Därför är den större delen av den costaricanska befolkningen antingen av spanskt eller blandat mestisiskt ursprung.
Majoriteten av afrocostaricanerna är kreolengelsktalande ättlingar till 1800-talets svarta jamaicanska gästarbetare, eller slavar som togs hit under den transatlantiska slavhandeln.
Den inhemska, eller indianbefolkningen stod 2011 för cirka 1 procent av befolkningen, eller strax över 41 000 individer. Av dessa hör en liten del till Nasostammarna. I provinsen Guanacaste härstammar en avsevärd del av befolkningen från en blandning av indianer och spanjorer. Det finns även ett expatrierat samhälle av människor i alla åldrar från USA, Kanada, Tyskland, Nederländerna, Storbritannien och andra länder, särskilt i staden Escazú i den centrala dalen.

#### Migration
Costa Rica har en stor mängd flyktingar, huvudsakligen från Colombia och Nicaragua. Som ett resultat av detta uppskattas 10-15 % av Costa Ricas befolkning vara nicaraguaner, varav de flesta flyttar efter säsongsarbeten och sedan återvände till sitt land. Det finns även en växande siffra peruanska flyktingar. Därtill tog Costa Rica in många flyktingar från andra latinamerikanska länder som flydde undan inbördeskrig och diktaturer under 1970- och 1980-talet - huvudsakligen från Chile och Argentina, och likväl de från El Salvador som flydde undan gerillorna och regeringens dödspatruller.

### Språk
Det enda officiella språket är spanska. Det finns två dialekter som talas i Costa Rica, standard costaricanska och den nicoyanska, Den nicoyanska dialekten är väldigt lik standard nicaraguanska på grund av närheten till Nicaragua. Det som särpräglar det costaricanska uttalet är bland annat att de använder sig av mjuk begynnelsebokstav och dubbel [r] fonem som inte drillas som normalt i resten av den spansktalande världen.
Jamaicanska invandrare under 1800-talet tog med sig en engelsk dialekt som idag talas i vissa delar av framförallt Limón, dialekten kallas därför för Limónkustskreol. Traditionell engelska talas och förstås i många delar av den modernare delen av landet, särskilt inom biluthyrning, hotell och andra områden inom samhället som till stor del är beroende av turism. En del av ursprungsbefolkningen i Nasostammarna talar teribe.

### Religion

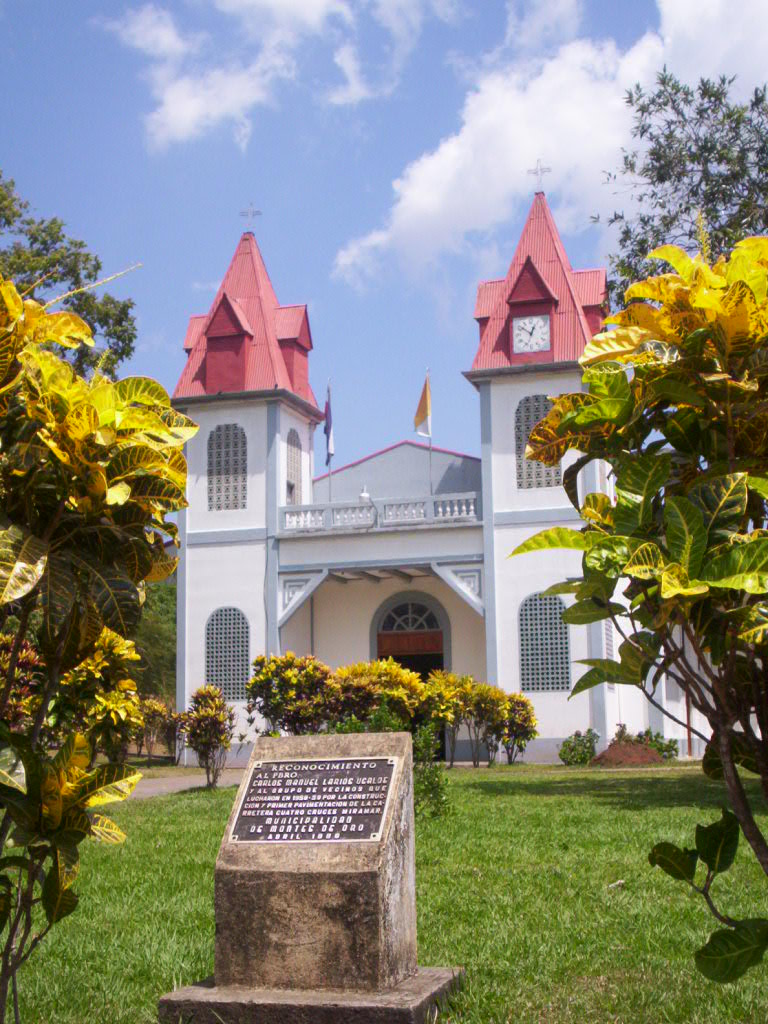
En katolsk kyrka i Puntarenas.

Kristendom är den dominerande religionen i Costa Rica, och romersk katolicism är den officiella statsreligionen som den försäkrats genom 1949 års konstitution. Lite drygt 92 % av alla costaricaner är kristna och liksom i många andra delar av Latinamerika har protestantismen genomgått en kraftig ökning under de senare åren. Emellertid tillhör fortfarande tre av fyra costaricaner den romersk-katolska kyrkan.
På grund av den senaste tidens lilla men fortlöpande invandring från Asien, Mellanöstern och andra delar av världen har andra religioner vuxit sig större. Den mest populära av dessa är buddhismen (på grund av den ökande kinesiska befolkningen som idag motsvarar cirka 40 000 invånare). Anhängare av judendom, islam, bahá'í och hinduism finns i mindre antal.
Det finns en judisk synagoga, församlingen B'nei Israel, i San José, nära stadsparken La Sabana. Många hus i området öster om parken är utsmyckade med Davidsstjärnan och andra igenkännliga judiska symboler.
Jesu Kristi Kyrka av Sista Dagars Heliga har upplevt en blygsam tillväxt i Costa Rica under de senaste 40 åren och har byggt en av endast två tempel i Centralamerika i staden San Antonio de Belén i provinsen Heredia.

## Kultur

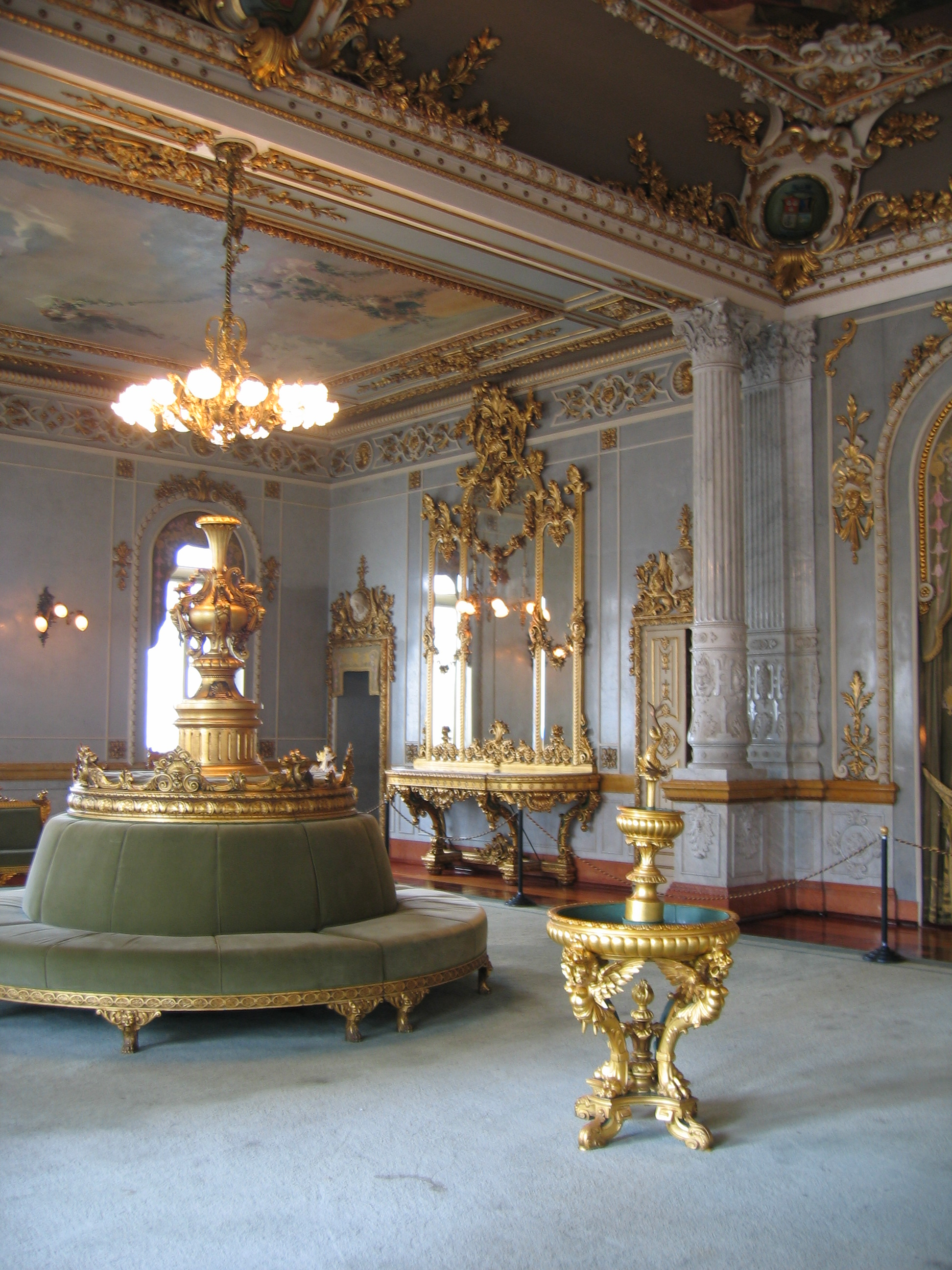
Insidan på Teatro Nacional de Costa Rica, Costa Ricas nationalteater.

Costaricaner kallar sig ofta för tico (maskulinum) eller tica (femnininum). "Tico" kommer från det lokalt populära användandet av "tico" och "tica" som diminutiva suffix (exempelvis, "momentico" istället för "momentito"). Frasen "Pura Vida" (bokstavligt "Rent liv") används som ett allmänt motto i Costa Rica. Vissa ungdomar säger mae, en sammandragning av "maje", vilket har sin motsvarighet i svenska "snubbe", detta kan dock tas som en förolämpning av den äldre generationerna då maje var synonymt med "tonto" (korkad).

### Massmedier
Det finns sex stycken nationella dagliga tidningar, den mest vällästa av dessa är även den äldsta, La Nación. Huvudkonkurrent till La Nación är La República, som är något mindre i storlek och text. Förutom dessa finns en rad tidningar, varav många har något ämnesområde som tas upp noggrannare, exempelvis Al Día som har ett större sportutbud än de tidigare nämnda.
Costa Rica har 13 lokala tv-kanaler som bland annat sänder film, nyheter och sport. Den främsta av dessa kanaler är Channel 7 som idag möter hård konkurrens i och med införande av kabel- och satellit-tv.

### Musik
Populära musikgenrer i Costa Rica är bland annat den inhemska calypson vilken skiljer sig mycket från den mer vitt kända trinidadiska calypson. Amerikansk och brittisk rock'n'roll, pop och reggaeton är populärt bland ungdomar (särskilt i storstäderna) medan dansorienterade genrer som soca, salsa, bachata, merengue och cumbia också går hem. Många danser och mycket musik i Costa Rica påvisar ett afrikanskt, precolumbianskt och spanskt inflytande. Gitarr är ett populärt instrument, särskilt vad gäller som ackompanjemang till folkdanser.

### Costaricanska köket

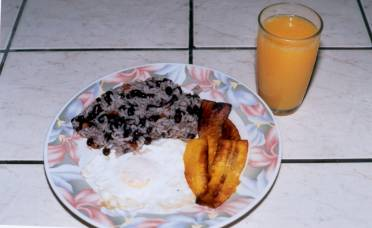
En typisk costaricansk frukost bestående av gallo pinto, kokbanan, ägg, och apelsinjuice.

Även om det costaricanska köket idag serverar allt från sushi till hamburgare så finns fortfarande en stor del av det klassiska costaricanska köket kvar i kulturen. Maten är smakrik, fastän mild, relativt fettfri, protein- och kolhydratrik, med mycket färska grönsaker, frukt, kött och kyckling kryddat med koriander, paprika och till viss del chili. Till maträtterna är ris den vanligaste kolhydratkällan och serveras ofta tillsammans med någon typ av sås, dessa såser består ofta av vitlök, majsmjöl, svartpeppar och lök. Matkulturen varierar något under året beroende på de olika kristna högtiderna som betonas av den katolska kyrkan och särskilt påsk då vissa typer av maträtter nästan helt försvinner och andra typer av frukt och mat blir vanligare.
Den klassiska rätt som brukar betraktas som både Costa Rica och Nicaraguas nationalrätt är gallo pinto (bokstavligt "målad tupp"), en maträtt bestående av ris och svarta eller röda bönor kryddat med lök, vitlök och finhackad paprika. Även om detta huvudsakligen är en frukosträtt i stadsområdena så äter många costaricaner på landsbygden denna måltid tre gånger om dagen tillsammans med hemgjorda majstortilla. Om gallo pinto serveras till frukost åtföljs det ofta av någon typ av ägg, ofta stekt eller äggröra, och gräddfil. Casado är den mer traditionella lunchrätten som även den innehåller ris och bönor, dock inte blandade den här gången. Till detta serveras ofta någon typ av kött (nötkött, fisk, kyckling eller fläskkotlett) och sallad.
Färska grönsaker är en viktig ingrediens i många maträtter, och medlemmar av squashfamiljen är särskilt vanliga. Bland dessa kan nämnas varianter som zucchini, zapallo, chayote och ayote. Potatis, lök och rödpeppar är andra vanliga ingredienser.

## Internationella rankingar
| Index (År)                             | Upphovsman / Redaktör / Källa | Publicerings- år | Undersökta länder | Världs- ranking (1) | Ranking LA(2) |
| -------------------------------------- | ----------------------------- | ---------------- | ----------------- | ------------------- | ------------- |
| Environmental Performance (2008)       | Yale University               | 2008             | 149               | 5:e                 | 1:a           |
| Tryckfrihet                            | Reportrar utan gränser        | 2016             | 180               | 5:a                 | 1:a           |
| Demokrati (2006)                       | The Economist                 | 2007             | 167               | 25:e                | 1:a           |
| Fredsindex (2007)                      | The Economist                 | 2007             | 121               | 31:a                | 3:e           |
| Livskvalitet (2005)                    | The Economist                 | 2007             | 111               | 35:e                | 3:a           |
| Rese- och turismkonkurrenskraft (2008) | World Economic Forum          | 2008             | 130               | 44:e                | 1:a           |
| Human Development (2005)               | Förenta nationerna (UNDP)     | 2007-08          | 177               | 48:e                | 4:e           |
| Ekonomisk frihetsindex (2008)          | The Wall Street Journal       | 2008             | 162               | 49:e                | 5:e           |
| Korruption (2006)                      | Transparency International    | 2007             | 163               | 55:e                | 3:e           |
| Konkurrenskraft (2007)                 | World Economic Forum          | 2007-08          | 131               | 63:e                | 4:e           |
| Inkomstfördelning (1989-2007)          | Förenta Nationerna (UNDP)     | 2007-2008        | 126               | 100:e               | 5:e           |

(1) Världsranking bland de länder som undersökts.
(2) Ranking bland de 20 latinamerikanska länderna.